# التيلاك
التيلاك، (بالفرنسية: Altillac)‏، هي بلدة تقع في إقليم كوريز في آكيتين الجديدة،فرنسا.

## وصلات خارجية
- Site officiel de la Mairie d'Altillac